# Amcol International
Amcol International Corporation, (NYSE: ACO), är ett amerikanskt multinationellt företag inom den kemiska industrin som tillverkar och marknadsför kemikalier och finkemikalier till sina företagskunder inom energi– och infrastruktursektorna. Deras specialområden är att forska och utveckla material med mineraler och polymer som utgångspunkt. De innehar också fler än 375 världsliga patent. De har 2 824 anställda i 20 länder världen över och har en omsättning för år 2013 på över en miljard dollar.